# ماری فن ابنر-اشنباخ
ماری فُن ابنر-اشنباخ (به آلمانی: Marie von Ebner-Eschenbachová)
(زادهٔ ۱۳ سپتامبر ۱۸۳۰ – درگذشتهٔ ۱۲ مارس ۱۹۱۶) نویسندهٔ داستان کوتاه و مقاله‌نویس اهل اتریش بود.